# Mechlin (województwo mazowieckie)
Mechlin – wieś w Polsce położona w województwie mazowieckim, w powiecie przysuskim, w gminie Gielniów. Ma status sołectwa
Prywatna wieś szlachecka Mechnin, położona była w drugiej połowie XVI wieku w powiecie radomskim województwa sandomierskiego.
30 marca 1940 roku, w czasie tzw. pacyfikacji „hubalowskich”, Niemcy aresztowali w Mechlinie 23 mężczyzn, których pięć dni później rozstrzelali na Firleju pod Radomiem.
W latach 1975–1998 miejscowość administracyjnie należała do województwa radomskiego.
Wierni Kościoła rzymskokatolickiego należą do parafii bł. Władysława z Gielniowa w Gielniowie.